# Sciatta debeauxi
Sciatta debeauxi là một loài bướm đêm trong họ Noctuidae.